# Antoine de Jussieu
Antoine de Jussieu, född den 6 juli 1686 i Lyon, död den 22 april 1758, var en fransk botaniker och läkare tillhörande den i botaniska sammanhang välkända släkten Jussieu. 

## Biografi
Antoine de Jussieu var son till apotekaren Christophe de Jussieu. Han började först studera teologi men övergick till studier i medicin vid universitetet i Montpellier.
Tillsammans med sin broder Bernard genomförde han botaniska forskningsresor i Spanien och Portugal, vilkas resultat han beskrev i Franska vetenskapsakademins handlingar (1712-44). 1716 utnämndes Antoine de Jussieu till föreståndare för Jardin du roi. 
Antoine de Jussieus egna verk anses vara relativt obetydande, men hans omarbetning av Joseph Pitton de Tourneforts Institutiones rei herbariæ är välkänd. Han redigerade även ett postumt verk av Jacques Barrelier, Plantae per Galliam, Hispaniam, et Italiam observatae, &c. (1714)
Han praktiserade också medicin, huvudsakligen bland de allra fattigaste.
Asteroiden 9470 Jussieu är uppkallad efter honom, Joseph och Antoine-Laurent.